# Boxa als Jocs Olímpics d'estiu de 1976

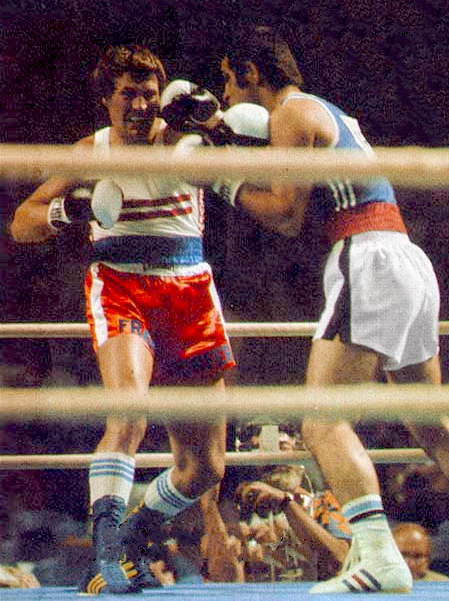
Combat de boxa entre Franz Dorfer i Mohammad Azarhazin.

En els Jocs Olímpics d'Estiu de 1976 celebrats a la ciutat de Mont-real (Canadà) es disputaren 11 proves de boxa, totes elles en categoria masculina. La competició es dugué a terme entre els dies 18 i 31 de juliol de 1976. En la competició de boxa participaren un total de 266 boxadors de 54 comitès nacionals diferents.

## Resum de medalles
| Prova     | Or                | Argent             | Bronze               |
| - 48 kg   | Jorge Hernández   | Li Byong-Uk        | Orlando Maldonado    |
| - 48 kg   | Jorge Hernández   | Li Byong-Uk        | Payao Poontarat      |
| - 51 kg   | Leo Randolph      | Ramón Duvalón      | Leszek Błażyński     |
| - 51 kg   | Leo Randolph      | Ramón Duvalón      | David Torosyan       |
| - 54 kg   | Gu Yong-Ju        | Charles Mooney     | Patrick Cowdell      |
| - 54 kg   | Gu Yong-Ju        | Charles Mooney     | Viktor Rybakov       |
| - 57 kg   | Ángel Herrera     | Richard Nowakowski | Leszek Kosedowski    |
| - 57 kg   | Ángel Herrera     | Richard Nowakowski | Juan Paredes         |
| - 60 kg   | Howard Davis      | Simion Cutov       | Ace Rusevski         |
| - 60 kg   | Howard Davis      | Simion Cutov       | Vassily Solomin      |
| - 63.5 kg | Sugar Ray Leonard | Andrés Aldama      | Vladimir Kolev       |
| - 63.5 kg | Sugar Ray Leonard | Andrés Aldama      | Kazimierz Szczerba   |
| - 67 kg   | Jochen Bachfeld   | Pedro Gamarro      | Reinhard Skricek     |
| - 67 kg   | Jochen Bachfeld   | Pedro Gamarro      | Victor Zilberman     |
| - 71 kg   | Jerzy Rybicki     | Tadija Kačar       | Rolando Garbey       |
| - 71 kg   | Jerzy Rybicki     | Tadija Kačar       | Viktor Savchenko     |
| - 75 kg   | Michael Spinks    | Rufat Riskiyev     | Luis Felipe Martínez |
| - 75 kg   | Michael Spinks    | Rufat Riskiyev     | Alec Nastac          |
| - 81 kg   | Leon Spinks       | Sixto Soria        | Kostică Dafinoiu     |
| - 81 kg   | Leon Spinks       | Sixto Soria        | Janusz Gortat        |
| + 81 kg   | Teófilo Stevenson | Mircea Simon       | Clarence Hill        |
| + 81 kg   | Teófilo Stevenson | Mircea Simon       | John Tate            |

## Medaller
| Posició | País           | Or | Argent | Bronze | Total |
| 1       | Estats Units   | 5  | 1      | 1      | 7     |
| 2       | Cuba           | 3  | 3      | 2      | 8     |
| 3       | Corea del Nord | 1  | 1      | 0      | 2     |
| 3       | RDA            | 1  | 1      | 0      | 2     |
| 5       | Polònia        | 1  | 0      | 4      | 5     |
| 6       | Romania        | 0  | 2      | 3      | 5     |
| 7       | Unió Soviètica | 0  | 1      | 4      | 5     |
| 8       | Iugoslàvia     | 0  | 1      | 1      | 2     |
| 9       | Veneçuela      | 0  | 1      | 0      | 1     |
| 10      | Bermudes       | 0  | 0      | 1      | 1     |
| 10      | Bulgària       | 0  | 0      | 1      | 1     |
| 10      | Mèxic          | 0  | 0      | 1      | 1     |
| 10      | Puerto Rico    | 0  | 0      | 1      | 1     |
| 10      | Regne Unit     | 0  | 0      | 1      | 1     |
| 10      | RDA            | 0  | 0      | 1      | 1     |
| 10      | Tailàndia      | 0  | 0      | 1      | 1     |